# On a Ride
On a Ride er debutalbummet fra den dansk bubblegum dancegruppe Hit'n'Hide. Det blev udgivet i 1998 på Scandinavian Records, og blev produceret af J.C. Ring, S.M.P., Longhorn, og Johnny Jam & Delgado; sidstnævnte producer-duo der også stod bag dance-succeserne Aqua og Daze.
Albummet indeholdt gruppens mest succesfulde single "Space Invaders". Sangen blev skrevet af Jens C. Ringdal og Sune M. Pedersen, og den lå seks uger som nummer ét på den danske hitliste, og også hittede i Norge og Sverige. Singlen var med 15.000 eksemplarer den mest solgte i Danmark dét år. Sangen solgte platin.
Albummet solgte guld med 25.000 eksemplarer.

## Spor
- Alle sange er produceret af J.C. Ring, S.M.P., og Longhorn; undtagen "Space Invaders" produceret af Johnny Jam & Delgado.

| 1.  | "Hit 'n' Hide on a Ride" | Jens C. Ringdal, Sune M. Pedersen   | 3:36 |
| 2.  | "Sundance"               | Ringdal                             | 3:29 |
| 3.  | "Space Invaders"         | Ringdal, Pedersen                   | 3:12 |
| 4.  | "Boomerang"              | Ringdal, Pedersen                   | 3:36 |
| 5.  | "California"             | Ringdal, Pedersen                   | 3:38 |
| 6.  | "Partyman"               | Ringdal, Pedersen                   | 3:20 |
| 7.  | "Doo Run"                | Ringdal, Pedersen                   | 3:24 |
| 8.  | "True Love"              | Ringdal, Pedersen                   | 3:17 |
| 9.  | "World of Dreams"        | Ringdal, Pedersen, David A. Filskov | 3:18 |
| 10. | "Mr. Melody"             | Ringdal, Pedersen                   | 3:20 |
| 11. | "Be My Bodyguard"        | Ringdal, Pedersen                   | 3:48 |
| 12. | "Book of Love"           | Ringdal, Pedersen                   | 3:30 |